# Рибниця (притока Пруту)

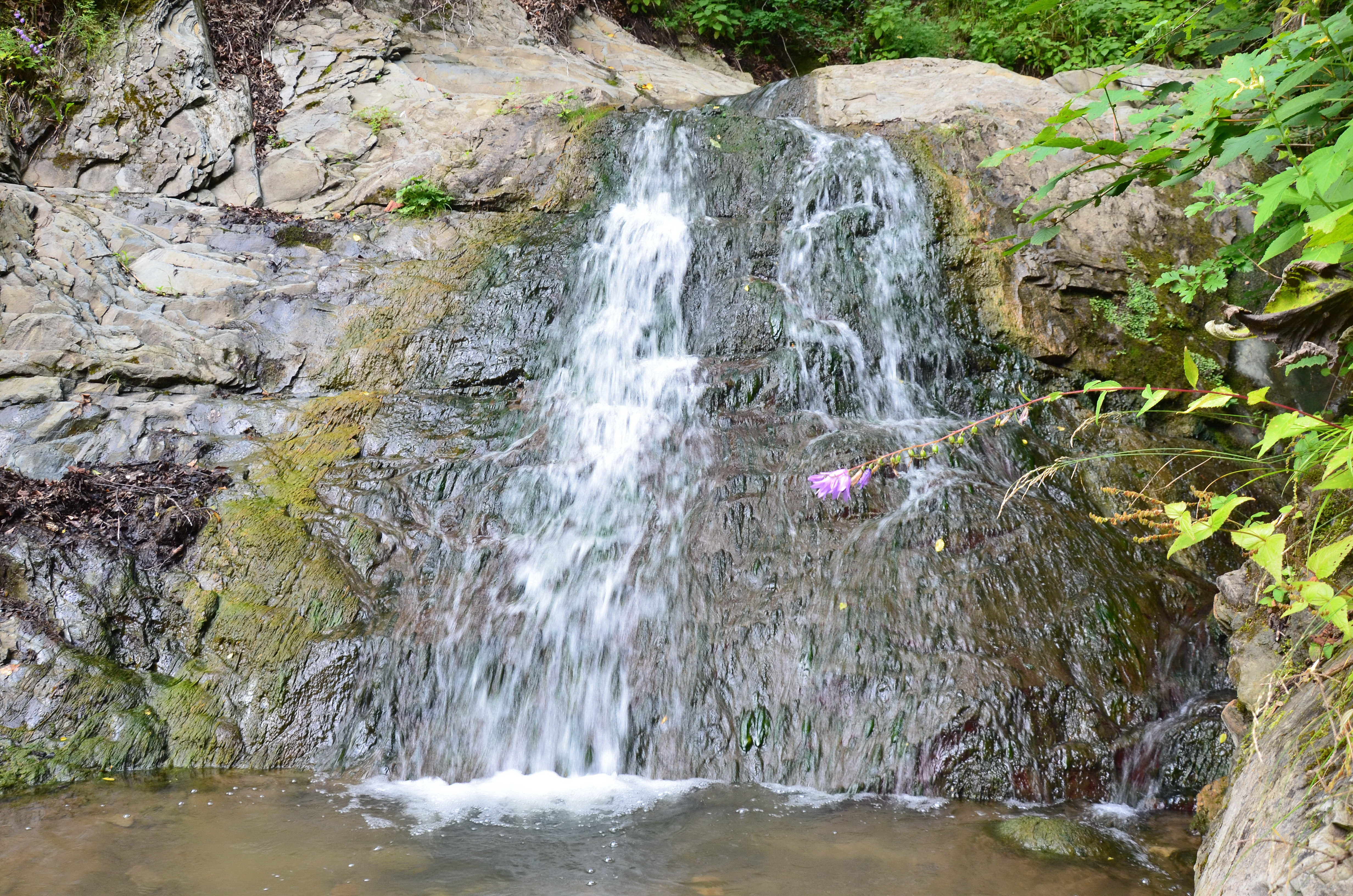
Яворівська Ніагара (2011 рік)

Ри́бниця — річка в Україні, у межах Верховинського (витоки), Косівського та Снятинського районів Івано-Франківської області. Права притока Пруту (басейн Чорного моря).

## Опис
Довжина 56 км, площа басейну 291 км² (за іншими даними 276 км²). У верхній та середній течії — типово гірська річка. Долина місцями ущелиноподібна; її ширина по дну — до 100 м. Заплава завширшки від 20—100 до 800 м (на окремих ділянках). Річище слабозвивисте, помірно розгалужене. У місцях виходу скельних порід — порожисті ділянки; вище міста Косова є водоспад (висота падіння води 3,5 м). Ширина річища 10—20 м (найбільша — 35 м). Похил річки 11 м/км. Споруджено протиповеневі гідротехнічні споруди. Воду використовують для водопостачання, зрошування; розвинуте любительське рибництво — широко присутні головні (клені), гольяни (нарісниця), бистрянки (швея), верховодки, дещо рідше — бабці, щипавки, слижі, вусачі (марена), дуже рідко форель (пструг) та дунайський лосось (головач).

## Розташування
Бере початок у Покутсько-Буковинських Карпатах, на південний захід від села Яворова Косівського району. Тече переважно на північний схід. Впадає до Пруту на південь від села Вовчківців.
Найбільші притоки: Безулька, Річка, Тарновець, Химчинець (ліві); Бабин (права).
На Рибниці та її притоках розташовані чисельні водоспади та пороги. Найвідоміші: водоспад Косівський Гук (2,5 м) і Таємничі водоспади  в Косові, Соколівський (1,5 м) і Дзеркальний (12 м) в с. Соколівка, Яворівський Гук (8 м) і Яворівська Ніагара (4 м) в однойменному селі, Бабині водоспади (1,5-2,5 м) біля с. Город

## Екологічний стан
За радянських часів через варварське винищення лісу у витоках Рибниці рівень річки значно впав (у декілька разів, порівняно з довоєнними часами). Тому повені набули небаченого розмаху, що очевидно пов'язане з неможливістю природного регулювання рівня води лісами. У наш час через падіння рівня води, хижацького ставлення місцевого населення до рибних запасів на початку 1990-х рр. річка стоїть на межі перейменування на «Безрибницю». Крім того, Рибниця дуже забруднена в межах міста Косова (на берегах розкидані пляшки, недопалки, скло).